# Svartså
Svartså (finska Mustijoki) är en by i den före detta kommunen Borgå landskommun, i den nuvarande staden Borgå i landskapet Nyland, Södra Finlands län.